# Jacques Poustis
 (décembre 2018).
Jacques Poustis, né le 22 avril 1949 à Clichy et mort le 24 avril 2022 à Fleurimont (La Réunion), est un chanteur et vulgarisateur scientifique français.

## Biographie
Jacques Poustis est né le 22 avril 1949 à Clichy où son père, Jean Poustis, s'installe quelques mois avec sa femme Paulette et leur fille Annette née en janvier 1946 à Bayonne. Juste le temps pour le père de terminer une formation d'opérateur-radio, avant de s'installer en 1950 en Gironde, à la station radio maritime d'Arcachon située sur la dune Camicas. Une deuxième fille y naîtra en 1951.
Jacques Poustis suit sa scolarité à Arcachon. Dès l'âge de 13 ans, il intègre les équipes senior de tennis et de ping-pong de l'ASPTT d'Arcachon (à l'époque les surclassements d'enfants sont possibles). À l'âge de 16 ans, il devient ceinture noire de judo et se qualifie pour les finales des moins de 20 ans de la Ligue de tennis de Guyenne.
Il se marie à 18 ans, en novembre 1967 et a ensuite trois enfants de ce premier mariage.
Son entrée à l'École d'éducateurs spécialisés de Bordeaux en 1967 et ses responsabilités de jeune père mettent sous l'éteignoir ses activités sportives. Diplômé en juin 1970, du 1er diplôme d'État d'éducateur spécialisé, il exerce ce métier pendant 4 ans dans la région bordelaise au Centre St François Xavier de Gradignan, puis à l'Institut du Prado à Villenave d'Ornon où il écrit « pour le fun » ses premières chansons pour les jeunes dont il a la charge éducative. Sollicité pour un poste d'éducateur spécialisé à l'île de la Réunion, il s'y installe en mars 1974 avec sa jeune famille. C'est là qu'il goûtera aux joies du théâtre amateur dans la Troupe des funambules du CRAC animée par Patrick Pongahet.
En 1975, il est capitaine de l'équipe du Tennis-Club de Saint-Paul et arrière de l'équipe senior du  Rugby-club de Saint-Paul, puis de celle de Saint-Pierre, et titulaire pendant 3 ans du poste d'arrière de la sélection réunionnaise de rugby (et de ses fameux matchs internationaux contre l'Île Maurice et Madagascar).
Il démissionne en 1977 de son poste d'éducateur à la DASS[Quoi ?] pour se lancer dans une carrière d'artiste du spectacle vivant et finit par imposer les premiers spectacles scolaires à La Réunion.
Son répertoire de chansons pour plus grands lui permet, en 1979, d'être programmé par Daniel Colling à la seconde édition du Printemps de Bourges où il assurera au Grand Théâtre, seul avec sa guitare, la première partie du groupe Imago. Maurice Frot, associé de Daniel Colling à la direction du Printemps de Bourges, lui propose alors d'intégrer la toute nouvelle écurie de chanteurs Écoute s'il pleut qui comprend déjà Jacques Higelin, Areski et Brigitte Fontaine. Mais il lui faudrait pour cela quitter la Réunion et se réinstaller en métropole, c'est-à-dire s'éloigner de ses trois enfants qui vivent avec leur mère à Saint-Paul. Il refuse l'offre mais repart cependant de Bourges avec un Prix de la Presse partagé avec Hubert-Félix Thiéfaine et Michèle Bernard.
En 1981, il crée à la Réunion une troupe de spectacles pour enfants, Les 3 Moustiquaires. Le succès est immédiat, et Les 3 Moustiquaires écument les écoles de la Réunion et les spectacles en plein air. En 1985, il est de nouveau programmé au Printemps de Bourges, mais cette fois-ci dans la programmation pour jeune public (Maximôme)
Il s'installe ensuite à Paris pour enchaîner dans une même soirée deux et parfois trois cabarets de la rive gauche où mûrissent les bourgeons de la "chanson à textes", notamment Chez Georges Rue des Canettes, et au Bateau ivre, mais aussi dans les petites salles de province. Les Centres culturels français à l'étranger, les Alliances françaises et les Instituts français lui ouvrent parallèlement leurs portes pour de nombreuses tournées autour du monde (Madagascar, Ile Maurice, Seychelles, Maroc, Algérie, Mali, Québec, Suisse, Angleterre, Brésil, Grèce, République Démocratique du Congo, Chine...).
En 1987, Gérard Meys, directeur du Festival de Marne, lui propose de créer une programmation pour les chanteurs Jeune public de cette époque. Il accepte et, durant 3 ans, programme des auteurs-compositeurs que les enfants découvrent avec leurs parents, des artistes peu médiatisés car les deux chaînes de télévision de l'époque sont cadenassées par les programmateurs de l'époque en faveur de Chantal Goya sur une chaîne et de Dorothée sur l'autre.
En 1990, il décide de se réinstaller à la Réunion et de partager sa vie entre des tournées dans l'océan Indien, en Afrique, en Europe et bien sûr en France métropolitaine. En chanson Jeune public, on le retrouve régulièrement programmé dans les festivals métropolitains qui ont le vent en poupe à l'époque : Carrefour d'Yzeure, Pré St Gervais, Tintinabulle et en Suisse : Festival de la chanson d'Orbe, et Festival annuel Trottinette à Aigle. A la Réunion, il retrouve son compère créole, Roland Fontaine, avec qui il monte la Troupe Baba Cool, qui deviendra un peu plus tard la Troupe du Bistrac.
Dès la fin des années 1970, Jacques Poustis avait rajouté à la chanson bien d'autres activités artistiques à la Réunion : le café-théâtre, avec la Troupe Botor Poupon, le cinéma avec Le Moutardier  réalisé par  Alexis Alatiserff en 1981 (premier long métrage réunionnais entièrement écrit et réalisé à la Réunion) ;  les dessins humoristiques dans la presse réunionnaise, mais aussi  la magie de scène et la ventriloquie qui lui permettront plus tard d'obtenir, lors de Congrès de la Fédération française des artistes prestidigitateurs, un 1er prix en ventriloquie à Nancy en 2002, puis plus tard en 2006 au congrès d'Arcachon  le titre de Champion de France en magie pour enfants. Depuis 2002, Jacques Poustis fait partie de l'équipe des magiciens de MAGEV, une association caritative qui offre, au sein d'hôpitaux ou d'établissements de protection de l'enfance, des spectacles de magie à des publics d'enfants éprouvés par la vie.
En 1979 a été publié son premier roman pour enfants : Zoubête. Deux autres suivront dans la prestigieuse collection de romans-jeunesse Castor Poche des éditions Flammarion : Un Père Noël pas comme les autres en 1986, réédité régulièrement puis Joyeux anniversaire ! en 1999.
Parallèlement à ses activités artistiques, Jacques Poustis fut, depuis le début des années 1990, un militant actif du rationalisme scientifique au sein de l'Association Française pour l'Information Scientifique (qu'il quitte en 2003, à la suite du décès de son créateur et ami très cher : Michel Rouzé) puis dans l'équipe du Laboratoire de Zététique de la Faculté des sciences de Nice créé par le Pr Henri Broch.Jacques Poustis  est l'auteur de deux expositions à caractère scientifique : La Contraception en 1996, et Science et pseudosciences en 2002  et propose une conférence-spectacle : "Parapsychologie… ou Illusions ?". Il est aussi l'auteur de deux livres de vulgarisation scientifique aux éditions Book et Book : "Jusqu'à preuve du contraire" (2008) et "Entre l'espoir et le faux-mage" (2011).
Parallèlement, il propose des ateliers d'éducation populaire Formation à l'esprit critique, par le biais d'illusions d'optiques et de magie de scène, assumant cette apparente "schizophrénie" par le biais d'une devise : « Tant que le Rêve restera la cerise sur le gâteau de la raison, ma table lui sera toujours ouverte. ».
Il vit depuis 1990, avec son épouse, l'artiste réunionnaise Patricia Tatel (nom de scène TatiPat) : auteure-compositrice de chansons pour enfants ;  spectacles de marionnettes à fils, mais aussi comédienne dans le film Zoubête lo fim  de J-Marc Seguin, et  membre des Clowns Bistrac créée par Roland Fontaine et Jacques Poustis.
Atteint de myofasciite à macrophages, Jacques Poustis meurt le 24 avril 2022 à Fleurimont, à La Réunion, des suites d'une crise cardiaque à l'âge de 73 ans.

## Filmographie
- 1981 : Le Moutardier, d'Alexis Alatiserff
- 1997 : Les Bâtisseurs d'Ile, de Jim Damour
- 2006 : Les Mariées de l'isle Bourbon, de la réalisatrice Euzhan Palcy
- 2007 : Zoubête lo fim, entièrement réalisé et monté par Jean-Marc Seguin à la Réunion en décors naturels (Ravine Trois Bassins et Saint-Gilles les bains) à partir du livret de la comédie musicale Zoubête de Jacques Poustis (10 représentations à  La Réunion). Production Bistrac

## Discographie
- 1975 : Le cow-boy Café au lait. 45t, chansons Jeune Public, autoproduction
- 1978 : Mademoiselle de Bourbon. 33t, autoproduction
- 1978 : Cafrine. 33t, Diffusion Royale, Saint-Joseph
- 1979 : Qu'il fait bon danser. 45t, Diffusion Royale, Saint-Joseph
- 1980 : Jacques Poustis chante pour les enfants. 33t, JAM
- 1980 : 28 ans déjà. 33t, JAM
- 1984 : Zoubête, Histoire d'une mouche verte au cœur tendre. Conte et chansons, 33t, Les 3 moustiquaires
- 1984 : Le cours de ma vie. 33t et K7 audio, autoproduction de l'auteur-compositeur- interprète
- 1985 : Zoubilou-Zoubilette. K7 audio et 33t. Association Bistrac en collaboration avec  chansons enfants
- 1989 : Les bulles. K7 audio, Bistrac
- 1989 : C'est ça l'amour. K7 audio
- 1992 : Réunion, chansons enfants. CD et K7 audio, Bistrac
- 1994 : Zoubête. CD "Comédie musicale Tout Public", Bistrac, enregistrement Gilbert Hardy, avec l'aide de "Jeunesse et Sport" de La Réunion
- Il était 3 fois la chanson. Autoproduction collective de Jacqueline Farreyrol, Hubert Hess et Jacques Poustis
- 1995 : Zoréole. CD, Bistrac
- 2001 : N'importe quoi (chansons enfants)

## Spectacles
Selon la formule qu'il a créée en 1980, Jacques Poustis propose des spectacles « pour enfants et adultes accompagnés ». Les spectacles peuvent avoir lieu en salle, en extérieur ou sous le préau d'une école élémentaire, à la Réunion ou en France métropolitaine.

## Publications

### Romans pour la jeunesse (8/12 ans)
- Zoubête, Éd. Nouvelle Imprimerie Dyonisienne, 1978
- Un Père Noël pas comme les autres, Éd. Flammarion collection Castor Poche,1986. 9 rééditions jusqu'en juin 1999
- Joyeux anniversaire, Éd. Flammarion Castor Poche, 1999

### Livres de vulgarisation scientifique
- Collection Une chandelle dans les ténèbres aux Éditions Book e Book :
  - Jusqu'à preuve du contraire (2008)
  - Entre l'espoir et le faux-mage (2011)